# Cersanit
Cersanit (рус. церсани́т) — польский производитель сантехники и керамики. Название фирмы Cersanit происходит от соединения первых слогов двух слов — ceramika sanitarna (в переводе с пол. — «санитарная керамика»).
Штаб-квартира расположена в городе Кельце.
В 1998 году акции компании начали котироваться на Варшавской фондовой бирже. В 2012 и 2013 году компания получила награды Superbrands awards и Premium Brands awards. По состоянию на 2020 год у Cersanit действует 11 заводов, расположенных в Польше, Румынии, Германии, Украине и России.
Фирма является одним из производителей с польским капиталом на европейском рынке. Основной продукцией предприятия являются товары для ванной комнаты, кухни, жилых и коммерческих помещений (керамическая плитка, керамогранит, санфарфоровые изделия, мебель и оборудование для ванной комнаты, акриловые ванны и др.). Продукция экспортируется в Европу, страны Ближнего Востока, Центральной Азии и Северной Африки (всего в 44 страны).

## Деятельность в России
В России компания осуществляет деятельность с 2002 года. Интересы в России представляет дочерняя компания ООО «Церсанит Трейд». Генеральный директор — Юрий Ковтун.
В сентябре 2014 года Cersanit стал самым популярным брендом керамической плитки по запросам в интернете среди россиян.
21 октября 2015 года бренд получил Всероссийскую премию «Национальная марка качества». Российским заводам компании были присуждены звания «Высокий стандарт качества», а руководителям Почетные знаки «За качество управленческих решений».
На территории России действуют 3 завода компании:
«Фряновский Керамический завод»
В 2007 году компания приобрела «Фряновский Керамический завод» в посёлке Фряново Московской области. С 2008 года завод осуществляет выпуск продукции под маркой Cersanit и производит около 8,7 млн. м² керамической плитки и 120 000 акриловых ванн в год. В 2018 году завод перечислил более 150 млн. руб. налогов и почти равное число взносов в фонды социального страхования. На предприятии трудятся более 450 сотрудников.
«Сызранская керамика»
В октябре 2010 года Cersanit приобрела у российской Группы СОК керамический завод «Сызранская керамика». Завод занимается выпуском 150 наименований продукции – раковины, пьедесталы, унитазы, сиденья, биде и инсталляции. В 2018 году предприятие перечислило более 110 млн. руб. налогов и уплатило более 82 млн. руб. социальных взносов. Входит в Топ-30 крупных и средних промышленных системообразующих предприятий Сызрани. На заводе работают более 650 сотрудников.
«Фряновский Керамический Завод» ОП «Кучино»
В 2011 году компанией был приобретен недействующий «Кучинский Керамокомбинат» в городе Железнодорожный. 4 апреля 2014 года, после юридических оформлений, завод начал выпуск продукции под брендом Cersanit и производит 224 наименования продукции — глазурованный и технический керамогранит. На предприятии работают более 400 сотрудников.